# Polikarp Wróblewski

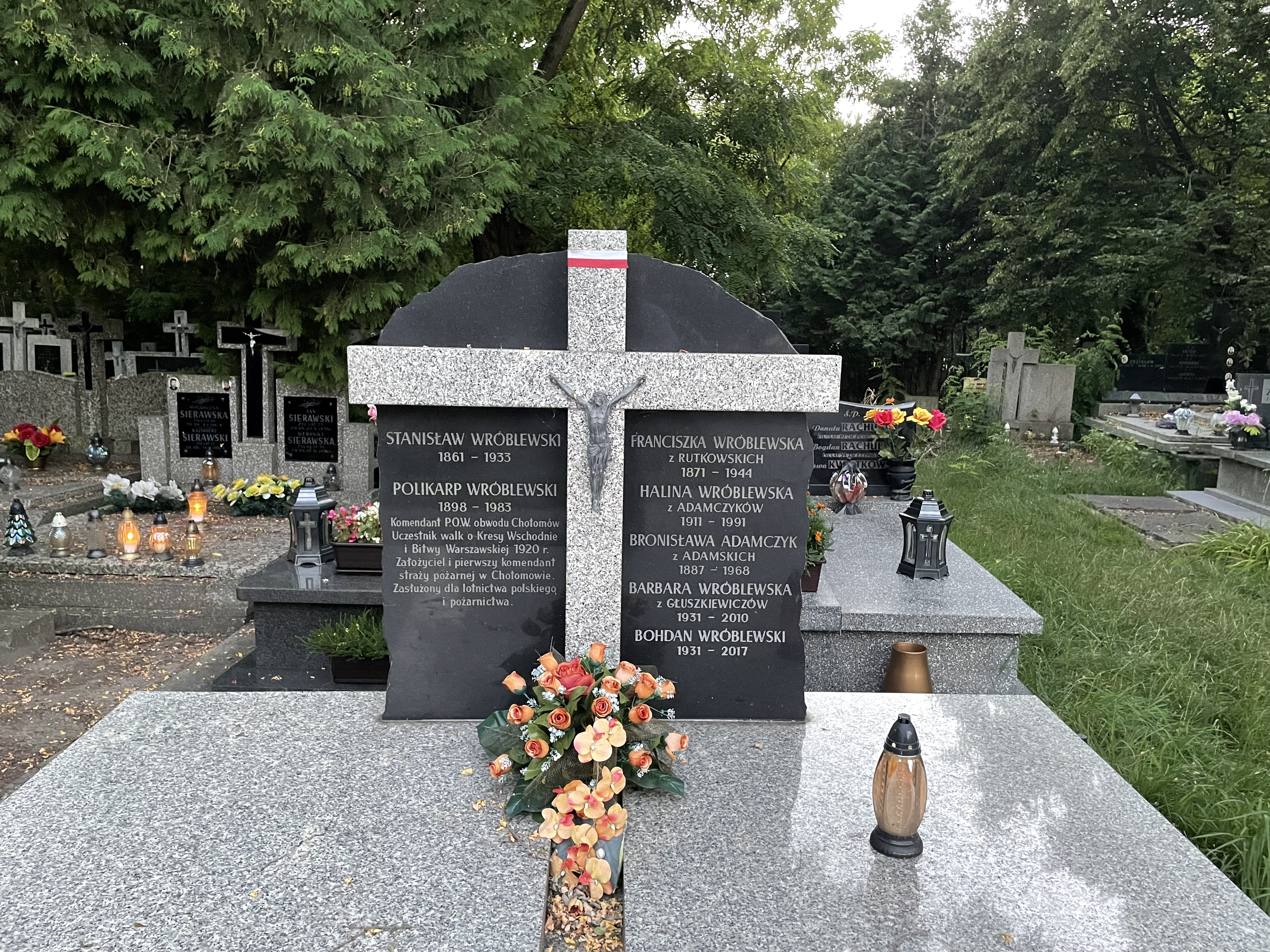
Grób Polikarpa Wróblewskiego i jego rodziny na cmentarzu parafialnym w Chotomowie

Polikarp Wróblewski (ur. 26 stycznia 1898 w Chotomowie, zm. 4 czerwca 1983) – działacz niepodległościowy, dowódca grupy POW (Polska Organizacja Wojskowa) w Chotomowie, działacz ochotniczych straży pożarnych. W POW używał ps. Wyrwa.

## Życiorys

### I wojna światowa i niepodległość
W Warszawie ukończył Gimnazjum Mariana Rychłowskiego, następnie Szkołę Techniczną Wawelberga i Rotwanda. W 1916 roku podczas wakacji w Chotomowie założył tam filię Warszawskiej Drużyny Harcerskiej im. Tomasza Zana. W krótkim czasie drużyna ta została przekształcona w oddział POW, którego został dowódcą. Po przeszkoleniu podoficerskim POW w Buchniku uczestniczył m.in. w ćwiczeniach i defiladzie przed Komendantem POW, Józefem Piłsudskim w Zielonce pod Warszawą w 1917. Po otrzymaniu uprawnień instruktora przeciwpożarowego założył ochotnicze drużyny strażackie w Chotomowie, Olszewnicy i Krubinie w 1918. Wykorzystując działalność strażacką, organizował szkolenia i akcje wojskowo-konspiracyjne. Od 11 do 14 listopada 1918 na czele 100-osobowego oddziału dowodził, wspólnie z oddziałem POW z Nowej Jabłonny, akcją opanowania i rozbrojenia koszar niemieckich w Nowej Jabłonnie zakończone kapitulacją liczącego 200 żołnierzy garnizonu niemieckiego. Raport z tej akcji złożył płk. Wacławowi Stachiewiczowi, szefowi sztabu Komendy Naczelnej POW w Warszawie. W okresie peowiackim dużą role w pracy konspiracyjno-niepodległościowej odgrywała również jego siostra, Zuzanna Wróblewska, która wspólnie z m.in. Jadwigą Pietrasówną i Bronisławą Janież kolportowała w rejonie Chotomowa i Nowej Jabłonny bibułę niepodległościową. Po odzyskaniu niepodległości zaciągnął się jako ochotnik do 3 pułku ułanów (zwanego pułkiem dzieci Warszawy) i wyruszył z nim na Front Południowy w rejon Lwowa. Otrzymał funkcję pułkowego fotografa i kronikarza. Posługując się dużym kliszowym aparatem fotograficznym wykonał kilkaset zdjęć z akcji bojowych 3 szwadronu pułku, które były publikowane w prasie wojskowej i warszawskim „Tygodniku Ilustrowanym”. W czasie potyczki 28 grudnia 1919 został ranny w głowę i dla leczenia kontuzji wysłano go do Warszawy. W sierpniu 1920 jako kierowca samochodu pancernego uczestniczył w Bitwie Warszawskiej. Zdemobilizowany w 1921 w stopniu kaprala (Armia Polska nie weryfikowała stopni oficerskich POW). W 1921 podjął pracę w CWL (Centralne Warsztaty Lotnicze), kontynuując studia w Wyższej Szkole Technicznej Wawelberga i Rotwanda. Kontynuował też aktywną działalność w organizacji i rozbudowie pożarnictwa polskiego na szczeblu lokalnym i krajowym. M.in. reprezentował Polskę na międzynarodowych zjazdach, kongresach i zawodach pożarniczych w Czechosłowacji, Belgii i Francji. W 1932 został prezesem Zarządu Związku Ochotniczych Straży Pożarnych powiatu warszawskiego.

### II wojna światowa i PRL
Po napaści Niemiec na Polskę został zmobilizowany 7 września 1939. Otrzymał zadanie zorganizowania w Białej Podlaskiej fabryki samolotów na potrzeby wojska, ale szybko zmieniający się front i załamanie obrony pokrzyżowały te plany. Przedostał się do Rumunii, a następnie do Turcji, gdzie wespół z innymi polskimi specjalistami założyli fabrykę samolotów ćwiczebnych Turk Hava Kurumi (THK) w Etimesqut pod Ankarą. Dyrektorem THK był znany polski inżynier Jerzy Wędrychowski. Do kraju wrócił w 1946 i objął stanowisko dyrektora technicznego Zakładów Samochodowych nr 2 na Pradze (późniejsza WFM). Skutkiem inwigilacji przez UB i podejrzeń o współpracę z wywiadem amerykańskim odszedł z WFM i podjął pracę w biurze konstrukcyjnym. We wrześniu 1973 został wybrany Honorowym Prezesem OSP w Chotomowie.
Syn Polikarpa Wróblewskiego, Andrzej Jan Wróblewski, był w latach 80. rektorem Akademii Sztuk Pięknych w Warszawie i jest nazywany jednym z twórców współczesnej polskiej szkoły dizajnu. Z tą uczelnią związany jest również drugi syn, Bohdan Wróblewski, znany rysownik i ilustrator.
Został pochowany na cmentarzu parafialnym w Chotomowie.

## Upamiętnienie
22 maja 2013 roku Polikarp Wróblewski został wyróżniony tytułem Honorowego Obywatela Gminy Jabłonna.

## Ordery i odznaczenia
- Krzyż Kawalerski Orderu Odrodzenia Polski
- Medal Niepodległości (22 grudnia 1931)[5]
- Srebrny Krzyż Zasługi (10 sierpnia 1929)[6]
- Medal Pamiątkowy za Wojnę 1918–1921
- Krzyż Polskiej Organizacji Wojskowej
- Odznaka pamiątkowa „Orlęta”